# Облога Кам'янця-Подільського (1672)
Облога Кам'янця-Подільського 1672 року — облога Кам'янець-подільської фортеці турецькими військами під керівництвом Мехмеда IV, яка завершилась капітуляцією фортеці.

## Приготування Османської імперії до війни з Польщею

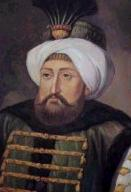
Султан Мехмед IV

Маючи достатньо підстав рахуватись з українським військом, в кінці 60-х років XVII століття турки вирішили знову шукати спільну мову з гетьманом Петром Дорошенком. На початку 1667 року уряди Росії і Речі Посполитої підписали Андрусівський договір, який передбачав розподіл України цими державами. На Правобережній Україні боротьбу проти Андрусівського договору очолив Дорошенко, який у пошуках союзників повернувся в бік Туреччини. У серпні 1667 року султан в листі з повідомленням про смерть в Стамбулі польського посла Радзийовського попереджав короля Яна Казимира, щоб «не було вчинено жодної шкоди козакам, які раніше були підданими короля, але перейшли під опіку султана». Це попередження повторив у своєму листі у 1668 році Кара-Мустафа. Таким чином, Туреччина поступово активізувала політику у північному напрямку.
У 1670 році Річ Посполита розірвала стосунки з Дорошенком, розраховуючи на більш поступливого Михайла Ханенка. Останнім приводом до війни стала літньо-осіння військова кампанія Яна Собеського 1671 року, який зробив спробу розгромити Петра Дорошенка.
У березні 1672 року перед султанським палацом в Андріанополі було виставлено бунчуки, а в Османській імперії оголошено священну війну. Одночасно організовано масову заготівлю продовольства.
2 червня 1672 року з-під Андріанополя вирушив полковник Абдурахман, а 4 червня — сам султан. Переправившись через Дунай (по раніше поставленому понтонному мосту), турецька армія пішла вздовж Пруту. З серпня 1672 року турки почали будувати міст через Дністер біля Жванця. 12 серпня міст було збудовано і турки вступили на територію Речі Посполитої.

## Марш турецької армії на Поділлі

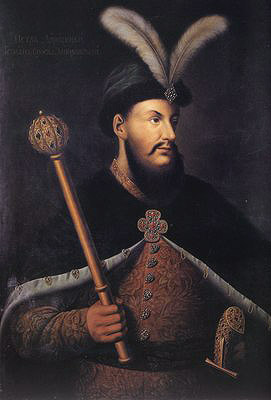
Петро Дорошенко

Після форсування Дунаю до султанської армії приєднались традиційні військові контингенти молдавського та валаського господарів, загальною чисельністю 6000 вояків; а коли султанська армія була над Дністром, до неї прибули хан Селім Гірей з частиною орди — близько 10000 вояків, та гетьман Петро Дорошенко і 3000 козаків, які вже провели вдалі кампанії в Україні у липні.
Формально походом керував сам султан Мехмед IV; фактичним керівником був талановитий полководець великий візир Фазіл Ахмед Кепрюлю.
Передні частини турків швидко оволоділи Жванцем, який був слабо укріплений загоном Ієронима Лянцкоронського. Незважаючи на допомогу з Кам'янця, після короткого бою він був змушений відступити із Жванця. Під час бою татарська частина перейшла на бік турецького війська. Оволодіння цим пунктом дозволило туркам спокійно будувати інші переправи південніше Хотина біля Бабшина. Будівництво утруднювало підвищення рівня води у Дністрі через сильні дощі та несвоєчасне постачання будівельних матеріалів молдавським господарем, за що його змістили. Лише 11 серпня розпочалась переправа турецького війська, яка тривала 3 дні до 13 серпня.

## Ситуація у Кам'янці-Подільському
Перед такою грізною силою, яка прийшла на Поділля, Річ Посполита на той час була непідготовленою протиставити відповідний захист. Коронний гетьман Ян Собеський, на якого покладався обов'язок оборони держави, не маючи жодних можливостей ведення бою в полі, планував максимально можливе приготування укріплень Кам'янця з розрахунком затримати турецькі сили і дати можливість зібрати як регулярне військо, так і шляхетське ополчення. Щоб протистояти турецькій навалі, Собеський планував підтягнути до Кам'янця всі гарнізони з ближніх фортець та міст, за винятком таких найважливіших, як Меджибіж, Бар, Брацлав. Також король розпорядився, щоб гетьман Ханенко надіслав на підтримку кам'янецького гарнізону 1000—1500 його козаків. Але поразка підляського каштеляна Лужецького під Четвертинівкою 18 липня від турецько-татарсько-українського війська зруйнувала плани коронного гетьмана і посилила загрозу на південному кордоні.
Сконцентрована на лівому березі Дністра турецька армія мала потужну артилерію, загалом близько 100 гармат, з них 26 важких. Турецьке командування діючи за своїм планом, вважало найпершим завданням оволодіння Кам'янцем. Це дало б змогу отримати нові можливості для дальшого просування вглиб Польщі. Але здобуття цього Форпосту Речі Посполитої не видавалось легким, що підтверджували високі оцінки потужності його фортифікацій, зроблені тогочасними фахівцями.
Власний гарнізон кам'янецької фортеці складався з 200 піхотинців. Крім цього, вдалось після поразки під Четвертинівкою підтягнути до Кам'янця два полки піхоти по 150—200 вояків. У кінці липня, в останній момент, до Кам'янця прибув полк піхоти з 500 вояків, найманий біскупом Тржебіцьким. З трьох кінних хоругов, у серпні виявилось лише 70 коней, решта була втрачена через несвоєчасну виплату грошей. До цього додавались 24 драгуни Єжи (Юрія) Володийовського. 30 сердюків полковника Мотовила, 80 киян ротмістра Мокрицького. Тобто загалом регулярного війська нараховувалось майже 1500 осіб. При цьому варто зазначити дуже незначну артилерійську обслугу — лише 4-6 кваліфікованих гармашів. Також знайшлось близько 500 шляхетських ополченців, здатних до оборони.
Загальне командування здійснював генеральний подільський староста Миколай Потоцький.

## Облога та штурм Кам'янця-Подільського

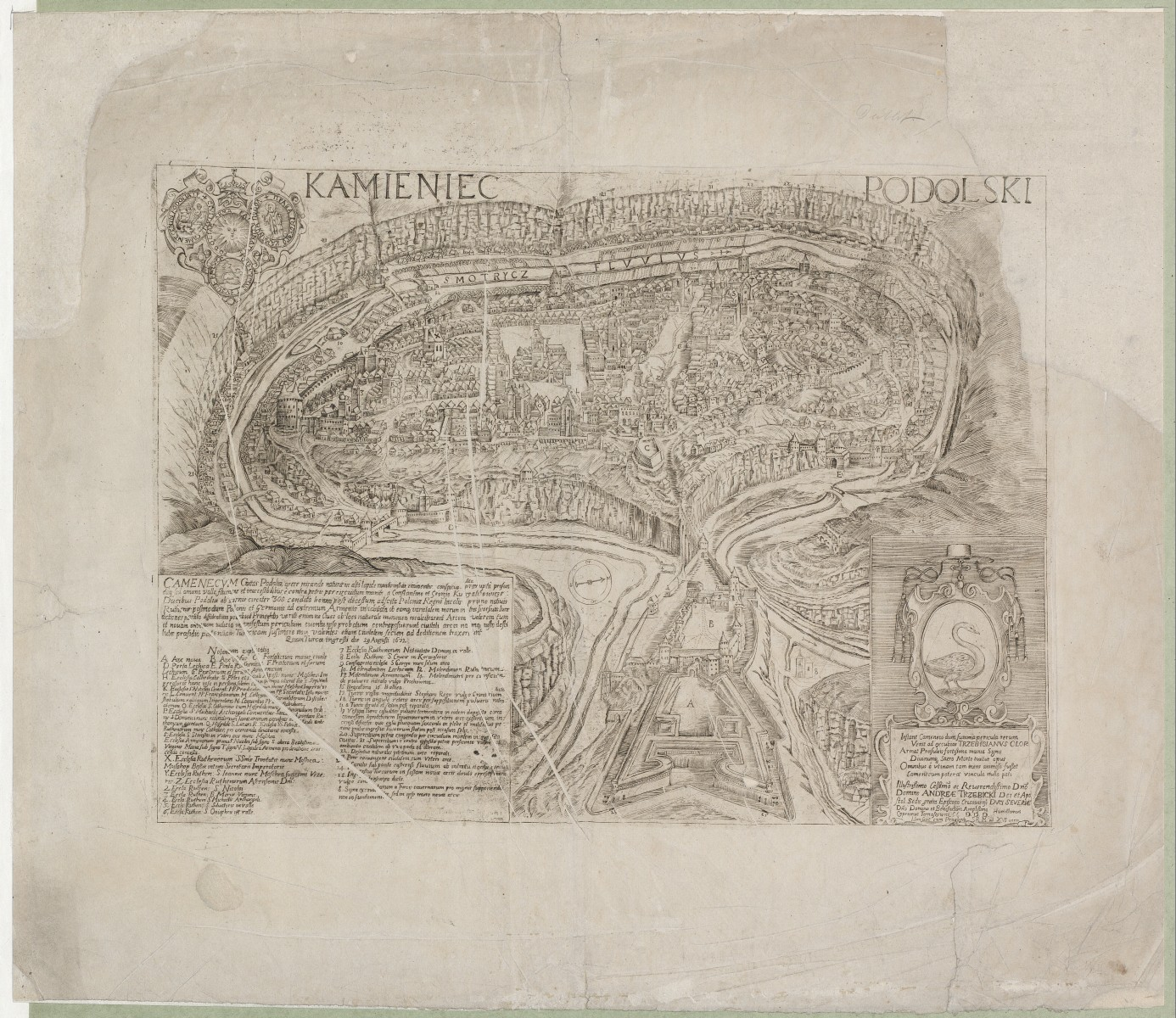
Карта Фортеці 1672 року. Кипріан Томашевич

14 серпня в околицях Кам'янця заявились перші турецькі загони. Після переправи через Дністер турецька армія йшла на Кам'янець широким фронтом у 16 км, спочатку від Руди до Ходоровець, далі, обходячи Кам'янець з заходу, на Оринин, блокуючи будь-яку ймовірність сполучення з можливими польськими формуваннями. Султан став під Кам'янцем у той час, коли в місто ще не встигли доставити закуплені Собеським припаси.
Остаточно диспозицію визначили дрібні сутички польських та турецьких загонів. Головні сили поляків зосередились у Новому Замку, як найбільш доцільному місці для оборони.
Керівництво над північним напрямком оборони, де йшла дорога з Зіньківців, отримав ротмістр Мислішевський, який мав у розпорядженні 700—750 вояків змішаного війська, формованого з найбільш боєздатних людей, оскільки напрямок цей вважався найнебезпечнішим і тут чекали найсильніших турецьких атак.
Обороною південного боку Нового Замку керував досвідчений офіцер Войцех Гумецький. Тут було близько 500 вояків, менша чисельність пояснюється значно важчими підходами за наявності скелястих урвищ. Старий Замок захищали драгуни Володийовського та сердюки Мотовила, сумарно 50-60 осіб.
Шеф артилерії, (1 гармаш) обслуговував 4-6 гармат, тому на допомогу поводилось залучати всіх, хто міг це робити.
В зв'язку з малою чисельністю регулярного війська, оборона Польської та Руської брам була передана шляхтичам та міщанам. Польська брама вважалась краще захищеною, тому в ній залишили посилену варту. Більше уваги було надано Руській брамі, яку боронили близько 230 осіб, не достатньо військово підготовлених. Сильним було забезпечення брами вогнепальною зброєю: 1 мортира і 71 гаківниця, але лише 3 гармаші з 2 помічниками. Решта укріплень залишалась під наглядом міщан.
15 серпня, в полудень, під Кам'янець прибув сам великий візир. Вибираючи місця для султанських наметів, турецькі інженери одночасно шукали місця для закладення мін. Яничарські загони відразу почали обстрілювати укріплення в напрямку Руської брами. Але, попавши під зустрічний обстріл, відступили до обозу. Після такої спроби атакувати турецьке командування вирішило перейти до облоги міста. Оцінивши ситуацію та визначивши, що ключовою позицією є Старий та Новий Замки, Ахмед Кепрюлю вирішив спрямувати зусилля на їх здобуття. Оскільки навколо міста були підвищення, зручні для розташування артилерії, то після захоплення Замкового комплексу оборона Кам'янця була б неможливою.
Виходячи з цього, великий візир розташував загони яничарів та контингенти молдавського і валаського господарів ланцюгом довжиною 7 км, що міг обстрілювати місто з відстані 2-3 км. На правому фланзі став візир Мустафа, на лівому — Кара Мустафа. По центру командував сам Кепрюлю, оскільки це було навпроти Нового Замку. Тут зосереджувались відбірні частини — головні сили яничарів на чолі з візиром Абдурахманом. Навколо Кам'янця блокували будь-яке сполучення із зовнішнім світом татарські чамбули та козаки Дорошенка. Вони прибули під Кам'янець 16 серпня і розташувались на Орининських полях. На кожному фланзі поставили по батареї, в центрі — дві батареї. В тилу правого флангу стояв намет султана, звідки він міг спостерігати за ходом битви.
16 серпня до візира Субхана-Казима запросили хорунжого Мислішевського, якому запропонували або воювати, коли в обложених достатньо сил, або згодитись на переговори. Зустріч нічого не дала. Використовуючи час, турки займали вигідні позиції.
17 серпня Петро Дорошенко з козаками, маючи 18 гармат, зупинився під Замковою дібровою. Після цього він разом із Селім Гіреєм наніс візит Мехмету IV, котрий наближався до міста.
На світанку 18 серпня українські полки зайняли позицію за пагорбом з боку Цвікловець. Цього ж дня почався сильний артилерійський обстріл, на що активно відповіли обложені захисники Фортеці.
19 серпня розпочались систематичні атаки на Новий Замок. Було викопано потужні рови, у яких могли розминутись два вершники, підготовлено для атаки систему окопів. Увечері великий візир звернувся з листом до старости Потоцького із закликом до капітуляції, в обмін на вільний вихід та безпеку тих, хто залишиться. В разі відмови обіцяв ycix вирізати. Ця і наступні спроби отримати Кам'янець без бою наштовхнулись на відмову керівництва оборони міста. Ведучи переговори та створюючи видимість небажання штурмувати Фортецю, турки використовували час і підтягували сили, все ближче і щільніше підходячи до укріплень, створюючи загрозу несподіваного входу на укріплення. На заклик Маковецького оборонці зчинили раптовий щільний обстріл, завдаючи нападникам втрат і змушуючи їх відходити. Стрілянина припинилась з настанням темряви, під прикриттям якої обложені зробили вилазку з участю челяді, яку ледве відкинули яничари. Після цієї події, наступного дня, почались регулярні обстріли, особливо відчутні у Новому Замку.
20 серпня турецькі снаряди потрапили у запаси пороху в одній з башт Старого Замку. Цей вибух лише підсилив наступ. Безперервно копали апроші і сипали шанці в напрямку Замку. Значна чисельність турецького війська давала можливість вводити в бій нові сили. Зростала інтенсивність обстрілу, з яким неможливо порівняти вогневу силу кам'янецького гарнізону. Одночасно із штурмом Замку, турки почали бойові дії проти Польської та Руської брам.
Протягом 22-24 серпня турецькі окопи все ближче підступали до укріплень. Збільшуючи лінію фронту, турки змушували оборонців до розширення лінії оборони. Під прикриттям артилерійського вогню турки поволі наближалися до стін Нового Замку, бо через нестачу гармашів і стрільців інтенсивність його гарматних пострілів була незрівнянно слабшою. Вогонь турецьких батарей спрямовувався не лише на укріплення, а й на саме місто, спричиняючи руйнування та деморалізацію міщан. Головний удар наносився по Новому Замку з боку Хотина.
У такій обстановці ситуація у Новому Замку стала настільки критичною, що 23 серпня було поставлено питання про відступ до Старого Замку. Переслідувалась мета скоротити лінію оборони та максимально утруднити роботу мінерів, оскільки Старий Замок стоїть на скелі. В ніч з 24 на 25 серпня Новий Замок було залишено, але відступ не дав жодного полегшення. До вибухів турецьких снарядів долались уламки скель та розбитих стін Старого Замку. Разом з тим зросла тривога серед міщан.
25 серпня, ввечері, почався новий масований обстріл, який тривав до післяобідньої пори наступного дня. Одночасно турки встановлювали міни під однією з башт. Припинивши обстріл, турки почали ховатись перед вибухом. Запала тиша і перевтомлені жовніри, всупереч наказам офіцерів, попадали на землю і поснули. Потужній вибух та постріл стали сигналом до атаки на Замок, де на місці висадженої башти утворився значний пролом. Коли трохи впала курява, до пролому кинувся Володийовський з кількома оборонцями, за ними на допомогу Потоцький, Мислішевський, Гуменецький. Пролом поспішно було завалено уламками деревини. Бій тривав до вечора. Протягом наступної ночі турки продовжували бомбардувати Замок та ще в трьох місцях пробивали мур для закладення мін. 3і свого боку оборонці протягом ночі відстрілювались та копали вал на замковому подвір'ї.

## Капітуляція кам'янецького гарнізону
Загальна ситуація у Кам'янці та навколо нього погіршувалась. Міщани постійно звертались до Потоцького з питаннями про перспективи оборони. Було зрозуміло, що облога триватиме не довго і події розгортаються не на користь кам'янчан. На проведеній нараді у костьолі, хоч і мали місце заклики до продовження оборони, більшість була згодна з біскупом, що лише капітуляція врятує фортецю від зруйнування, а людей від загибелі. Тому поява білого прапора над фортецею та припинення стрілянини з обох боків виглядали як взаємна згода на капітуляцію. До міста на човнах підпливли турецькі заручники, замість яких відбула на переговори делегація, яка була супроводжена до великого візира. Незважаючи на інструкції, які мали посли, візир запропонував їм без обговорення прийняти латинський текст угоди, у якій обіцяно було життя, вільний вихід з міста сім'ями та речами, відсутність утисків тих, хто залишиться та недоторканість святинь. Під загрозою покарання, угоду як султанську милість потрібно було прийняти до вечора. Таким чином обложеним довелось погодитись з умовами угоди. Місто почало готуватись до приходу турків. Несподівано у вечері 27 серпня пролунав потужній вибух порохового погребу в Старому замку, який призвів до значних руйнацій та людських втрат. Від вибуху загинув і герой оборони Кам'янця Єжи Володийовський, йому вирвало потиличну частину голови.
28 серпня відбувся акт символічної передачі ключів від міста. Було визначено день виходу з міста бажаючих — 30 серпня, пожитки було вивезено на 300 возах, ескорт складався з 3000 турків.
Після проведених приготувань 2 вересня 1672 року султан Мехмед IV через Руську браму в'їхав на коні до міста. Після молитви в щойно переосвяченому на мечеть Кафедральному костьолі султан призначив колишнього очаківського бейлербея Галіль-пашу губернатором кам'янецької фортеці та новоутвореного вілаєту, давши йому в розпорядження 3000 піхоти та вершників, та велику кількість яничарів.
11 вересня до Стамбулу прибув гонець з новиною про здобуття Кам'янця, а наступні три дні вся Туреччина святкувала цю подію.
Протягом 27 років продовжувались спроби Польщі повернути південно-східний форпост, столицю Поділля — місто Кам'янець. Остаточно це питання вирішилось восени 1699 року.